# Natanz
Natanz (perz. نطنز) je grad na sjeverozapadu Isfahanske pokrajine u Iranu, oko 100 km sjeverno od Isfahana odnosno 70 km jugoistočno od Kašana. Zahvaljujući povoljnom zemljopisnom položaju grad se počeo razvijati kroz srednji vijek i obiluje spomenicima iz bujidskog, seldžučkog, ilhanidskog, timuridskog i safavidskog razdoblja. Natanz je danas najpoznatiji po obližnjem industrijskom kompleksu za preradu uranija, jednom od najvažnijih postrojenja iranskog nuklearnog programa. Prema popisu stanovništva iz 2006. godine u Natanzu je živjelo 12.060 ljudi.

## Zemljopis
Natanz je zemljopisno smješten u kotlini na nadmorskoj visini od 1550-1650 m. Na zapadu je omeđen ograncima Karkasa (3910 m), na sjeveru Siah-Kuhom (1666 m), na jugoistoku Darhendom (1685 m), te na jugu Kape-Tirom (2785 m). Navedene planine dijelom su prostranijeg srednjoiranskog gorja koje se proteže u smjeru sjeverozapad-jugoistok. U okolici grada nalaze se ležišta salitre i sumpora koja su tijekom safavidskog razdoblja iskorištavana u vojne svrhe odnosno za proizvodnju baruta.
Klima u Natanzu određena je visokim planinama sa zapada kao i utjecaju polupustinjskih krajeva iz pravca Dašt-e Kavira prema sjeveroistoku, a klasificira se kao hladna stepska (BSk). Kotlinu površine od 20-ak km² napajaju dvije sezonske rijeke koje se slijevaju s Karkasa. Natanzom prevladava relativno zelen krajolik i gospodarstvo mu se tradicionalno temelji na poljoprivredi odnosno proizvodnji žitarica i voća, prvenstveno krušaka i šipaka. S obzirom na to da je njegova okolica staništem gazelama, divljim kozama i brojnim vrstama ptica, Natanz je kroz povijest bio jednim od omiljenih odredišta za lov.

## Povijest
Natanz se kao grad prvi put spominje u 13. stoljeću, no njegova uža okolica naseljena je još od prapovijesti. Jedan od arheoloških lokaliteta koji svjedoči tome jest Arisman (~20 km sjeverno) koji spada među najveće i najstarije metalurške komplekse u svijetu. Tijekom starog vijeka ovo je zemljopisno izolirano područje bilo sigurnim utočištem za karavane koje su prometovale uz srednjoiransko gorje, te u strateškom smislu predstavlja čvorište između Raja na sjeveru, Isfahana na jugu i Jazda na jugoistoku. Od nekoliko starovjekovnih građevina najvažnije su ruševine zoroastrijskog hrama vatre koje se datiraju u sasanidsko razdoblje (3. − 7. st.).
Mjesto se ubrzano počinje razvijati kroz rani srednji vijek, a najstarije islamske građevine su kupola Saborne džamije iz bujidskog (10. − 11. st.) i džamija Kuče-Mir iz seldžučkog razdoblja (11. − 12. st.). Kompleks Saborne džamije nadograđen je za vrijeme vladavine Ilhanida (13. − 14. st.), a uz zapadni zid podignuta je i monumentalna grobnica šejha Abdula Samada s velikim ajvanom, oktogonalnim piramidalnim krovom i minaretom visine 38 m. Iz timuridskog razdoblja (14. − 15. st.) datira više mauzoleja među kojima i grobnice sajeda Hasana Vakifa i sajeda Mira Vakifa s tirkiznim kupolama. Veliki uspon Natanz doživljava za vrijeme vladavine safavidske dinastije (16. − 18. st.) kada je bio carskim lovištem odnosno ljetnom rezidencijom Abasa I. Velikog. Najpoznatija safavidska znamenitost jest tzv. Sokolova kupola, mauzolej podignut na vrhu strme planine u čast Abasovom sokolu.

## Nuklearno postrojenje
Oko 40 km sjeverozapadno od Natanza smješten je kompleks za obogaćivanje uranija, jedno od najznačajnijih postrojenja iranskog nuklearnog programa. Veliki kompleks proteže se na površini od 1,5 x 1,5 km i sastoji se od niza industrijskih i administrativnih objekata. Njegovu jezgru čine dvije bunkerirane dvorane pojedinačne površine od 25.000 m², ukopane 8 m ispod terena i zaštićene slojevima od 2,5 m armiranog betona odnosno 22 m nabijene zemlje. U jednoj dvorani smješteno je 55 kaskada s ukupno 9156 centrifuga za obogaćivanje. Prema izvješću Međunarodne agencije za atomsku energiju (IAEA) iz rujna 2012. godine, od veljače 2007. kada je počela proizvodnja u postrojenju je obogaćeno ukupno 6876 kg uranijevog heksafluorida (UF6) do razine od 5% uranija-235.

## Galerija
- Grobnica šejha Abdula Samada
- Ajvan Saborne džamije
- Sokolova kupola
- Grobnica sajeda Mira Vakifa
- Groblje uz mauzolej sajeda Hasana Vakifa

## Poveznice
- Isfahanska pokrajina

## Vanjske poveznice
- (perz.) Službene stranice Natanza  Arhivirana inačica izvorne stranice od 20. listopada 2012. (Wayback Machine)

Ostali projekti
|  | Zajednički poslužitelj ima još gradiva o temi Natanz |